# Separátní votum
Separátní votum (lat. votum separatum) nebo disentní stanovisko je odlišné stanovisko přehlasovaného člena soudního senátu nebo pléna určitého soudu k přijatému rozhodnutí. Pokud stejné stanovisko zastává více soudců, jde o menšinové (minoritní) votum. Odlišné stanovisko ale slouží pouze k vyjádření právního názoru, nemá na přijaté rozhodnutí zásadní vliv, neovlivňuje jeho závaznost. Navíc je právem soudce (nikoli povinností) své odlišné stanovisko vyjádřit, tedy ho využít může, a nemusí.
Podle zaměření nesouhlasu se rozlišuje:
- disent (dissenting opinion) – nesouhlas s celým rozhodnutím
- konkurence (concurring opinion) – nesouhlas pouze s jeho odůvodněním

Svůj původ má u soudů anglických, kde byla váha soudních rozhodnutí dána autoritou konkrétních soudců a jejich názorů, odtud se rozšířilo do celé angloamerické právní oblasti. Až později začalo být využíváno i u některých vyšších soudů kontinentálních (např. u německého Spolkového ústavního soudu), kde jinak převažovala zásada tajnosti soudcovských porad a myšlenka nenarušovat autoritu rozhodnutí odlišnými pohledy jednotlivých soudců. V České republice mají právo uvést svá odlišná stanoviska s odůvodněním v písemném vyhotovení rozhodnutí jen soudci Ústavního soudu a Nejvyššího správního soudu, ti však pouze tehdy, pokud jde o členy rozšířeného senátu, senátu ve věcech volebních, ve věcech místního a krajského referenda, ve věcech politických stran a politických hnutí nebo senátu rozhodujícího o kompetenčních žalobách. Soudci ostatních soudů mohou svá odlišná stanoviska také vyjádřit, ale pouze do protokolu o hlasování, jehož obsah je tajný a seznámit se s ním tak mohou jen soudci vyššího soudu, pokud rozhodují o opravném prostředku proti přijatému rozhodnutí. Soudci Nejvyššího soudu nicméně mohou připojit svá odlišná stanoviska k přijatým sjednocujícím stanoviskům a vybraným rozhodnutím, která jsou publikována ve Sbírce soudních rozhodnutí a stanovisek.